# Karl Brugger
Karl Anton Brugger (ur. 16 stycznia 1862 w Ravensburgu, zm. 13 lutego 1933 w Monachium) – niemiecki architekt związany z Bytomiem.

## Życiorys
Karl Brugger urodził się w rodzinie Severina Bruggera (1821-1916) i Walburgii Nesensohn (1823-1900). Jego ojciec był sołtysem Eschach, obecnie dzielnicy Ravensburga. Brugger uczęszczał do szkoły realnej w rodzinnym mieście, następnie przeniósł się do szkoły średniej w Ulm, którą ukończył w 1880 roku ze świadectwem dojrzałości. W latach 1880-1886 roku studiował budownictwo na Uniwersytecie Technicznym w Stuttgarcie. Po zdaniu pierwszego egzaminu państwowego w kwietniu 1886 roku, rozpoczął pracę w  inspekcja budowlanej w Stuttgarcie, następnie w administracji prowincji śląskiej, garnizonowym inspektoracie budowlanym w Wesel i biurze projektowym berlińskich wodociągów miejskich.

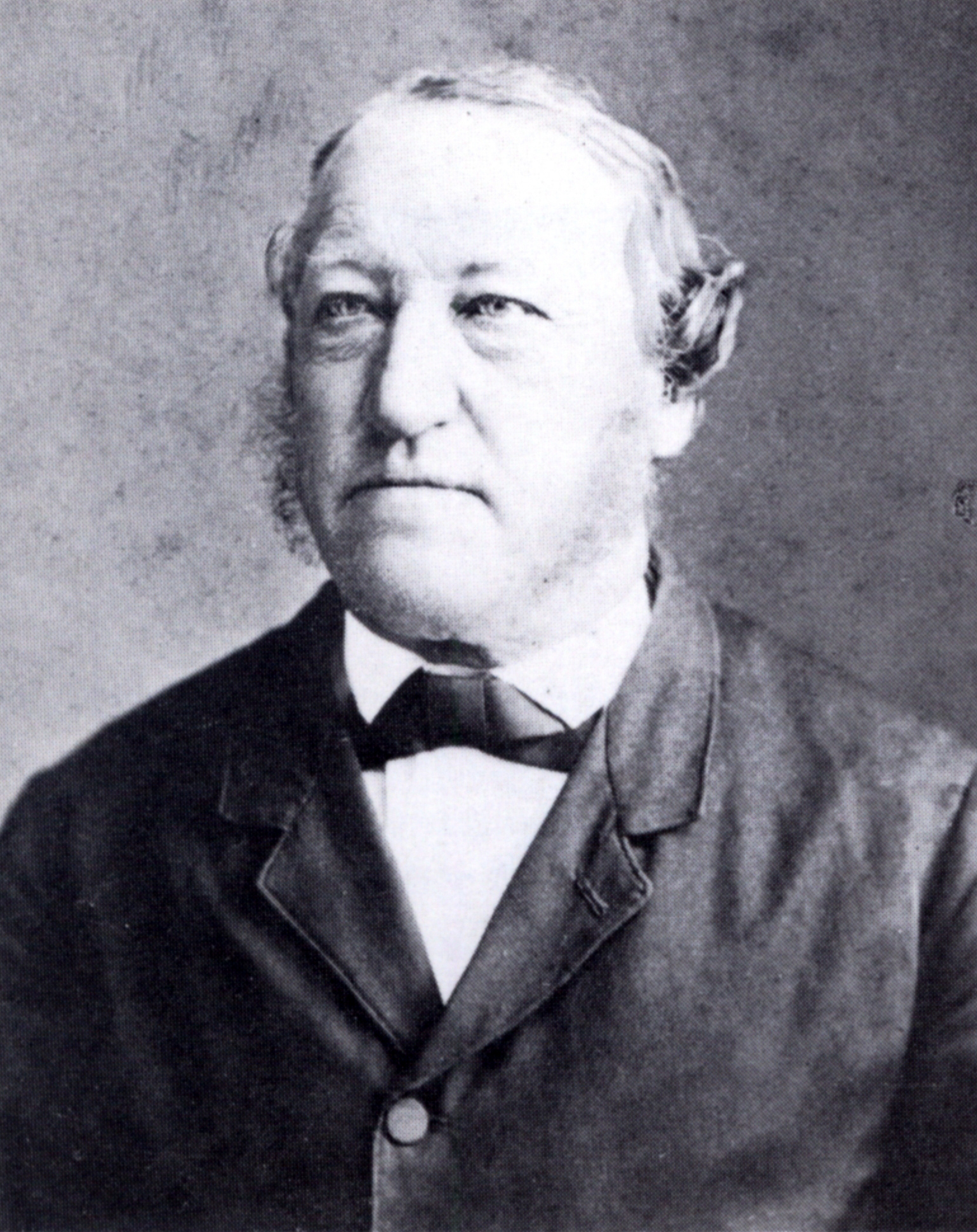
Severin Brugger - ojciec Karla.

Po zdaniu drugiego egzaminu państwowego w listopadzie 1889, został mianowany rządowym mistrzem budowlanym i zatrudniony w okręgowym inspektoracie budowlanym w Ravensburgu. W 1890 roku przeniósł się do Kolonii, gdzie nadzorował swoje pierwsze większe projekty. W 1897 roku został zatrudniony w bawarskim ministerstwie spraw wojskowych jako specjalista ds. budownictwa wojskowego. Po trzech latach przeniósł się na Górny Śląsk, gdzie od 1901 roku był miejskim radcą budowlanym w Bytomiu, dwukrotnie wybieranym na to stanowisko. Z przyczyn zdrowotnych zrezygnował z funkcji w październiku 1919 roku, przechodząc na emeryturę. Zaprojektował liczne budynki użyteczności publicznej, często używanym surowcem w jego projektach była cegła glazurowana. Został odznaczony Rycerskim Orderem Świętego Grzegorza Wielkiego (1913) i Orderem Czerwonego Orła IV klasy (1911).
Jego żona Marie Brugger z domu Weyand (ur. 1860) była niemiecką pisarką. Para nie miała dzieci. Marie wniosła do związku córkę Bertę z pierwszego małżeństwa. Brugger wraz z żoną mieszkali w zaprojektowanej przez siebie willi w Bytomiu przy Gartenstrasse 7 (obecnie ul. Powstańców Warszawskich 31).
Zmarł w po długiej chorobie w Monachium. Został pochowany na tamtejszym cmentarzu leśnym.

## Wybrane realizacje
- archiwum miejskie w Kolonii (1897, we współpracy z Heimannem i Mohrem)[6]
- Budynek Królewskiego Instytutu Higieny w Bytomiu (1902[8]–1905)
- budynek szaletu miejskiego w Bytomiu (projekt – sierpień 1905)[9]
- Szpital Górniczy w Bytomiu (dawniej Krüppelheim zum hl. Geist)[6]
- Willa nadburmistrza Brüninga przy Al. Legionów 4[6]
- Budynek IV Liceum Ogólnokształcącego w Bytomiu (1902, dawniej Städtische Katholische Realschule)[6]
- Miejska oczyszczalnia ścieków przy ul. Łagiewnickiej[6] (1905)
- Szkoła Podstawowa nr 5 przy al. Legionów[6] (dawniej V Katholische Volksschule)
- Gimnazjum nr 2 przy pl. Klasztornym[6] (dawniej Neuer Evangelische Schule)
- willa własna w Bytomiu (wzniesiona w 1911)[10]

## Galeria

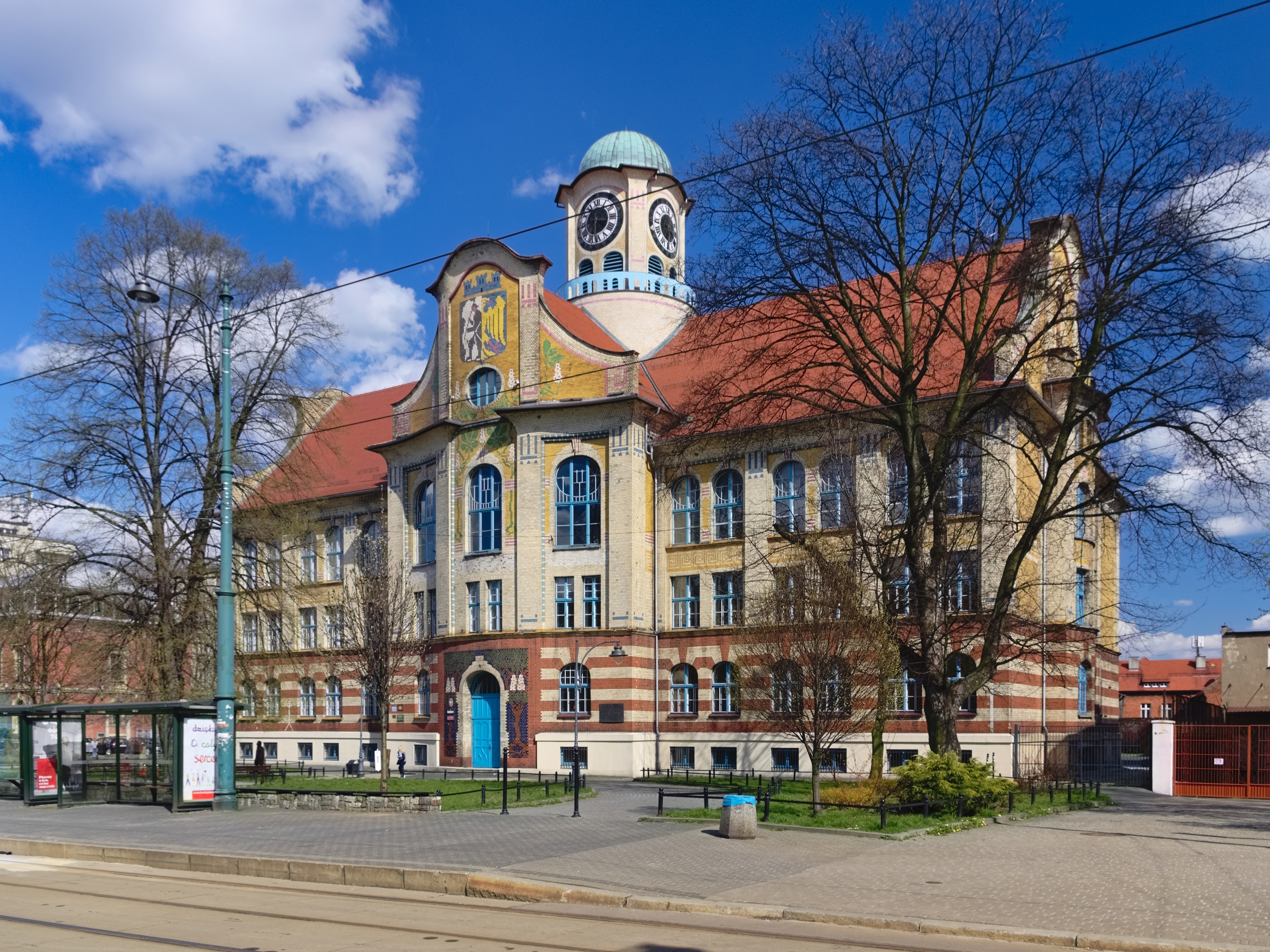
Budynek IV Liceum Ogólnokształcącego – plac Sikorskiego 1, Bytom (2021)
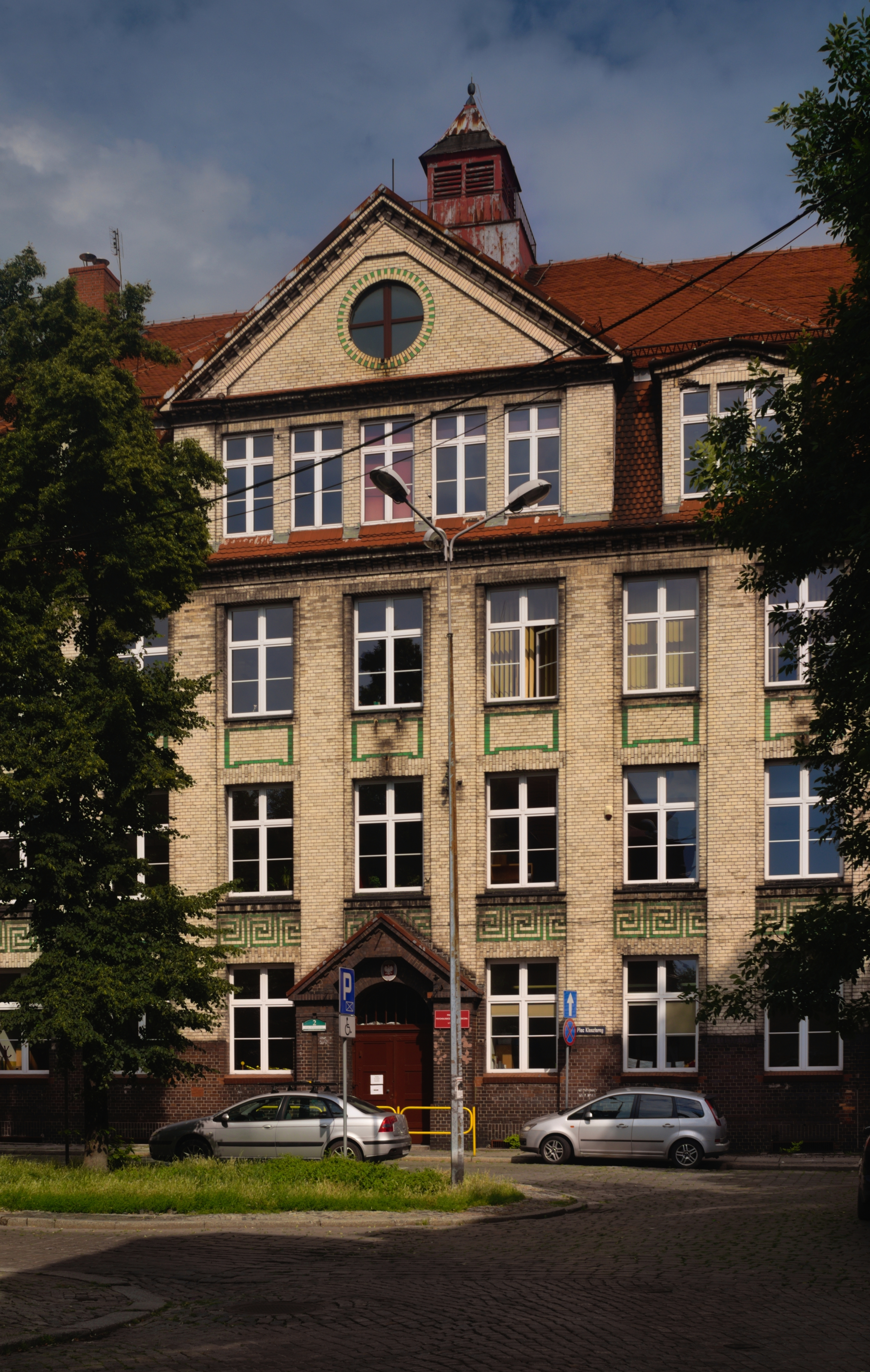
Budynek byłego Gimnazjum nr 2 – plac Klasztorny 2, Bytom (2020)
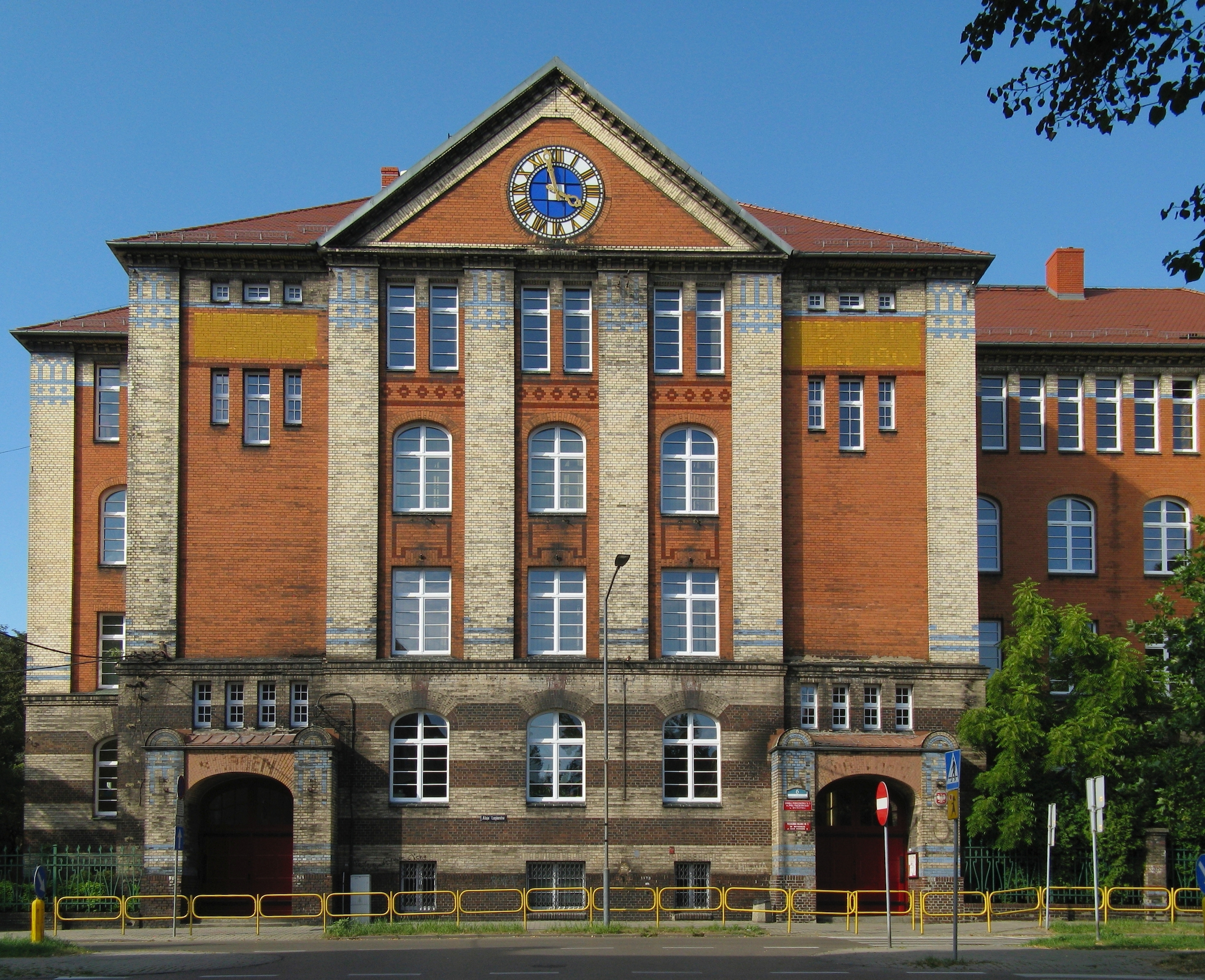
Budynek Szkoły Podstawowej nr 5 – aleja Legionów 6, Bytom (2020)
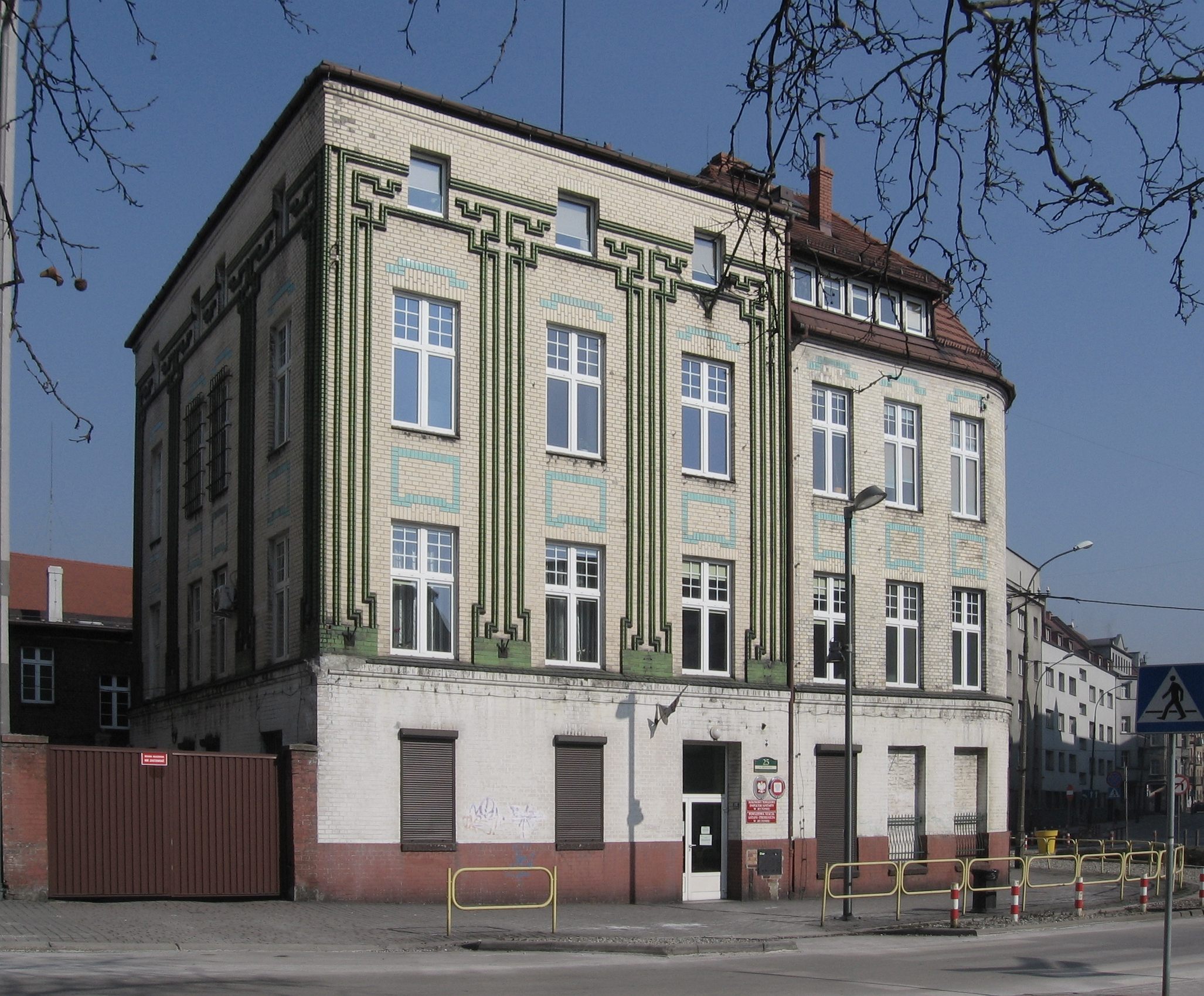
Budynek dawnego Królewskiego Instytutu Higienicznego, starsza część projektu Karla Bruggera – ulica Moniuszki 25, Bytom (2018)
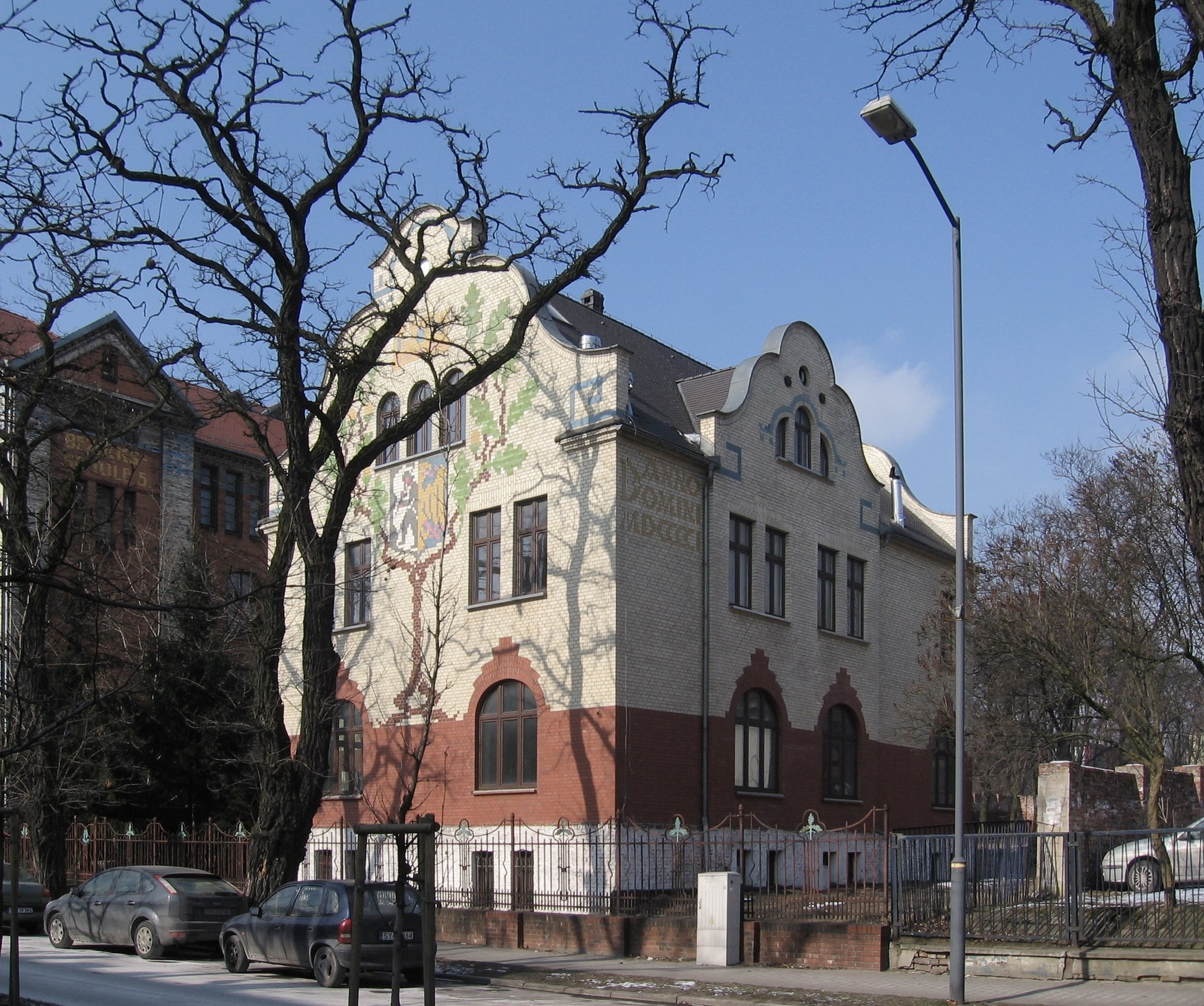
Willa nadburmistrza Brüninga – aleja Legionów 4, Bytom (2018)
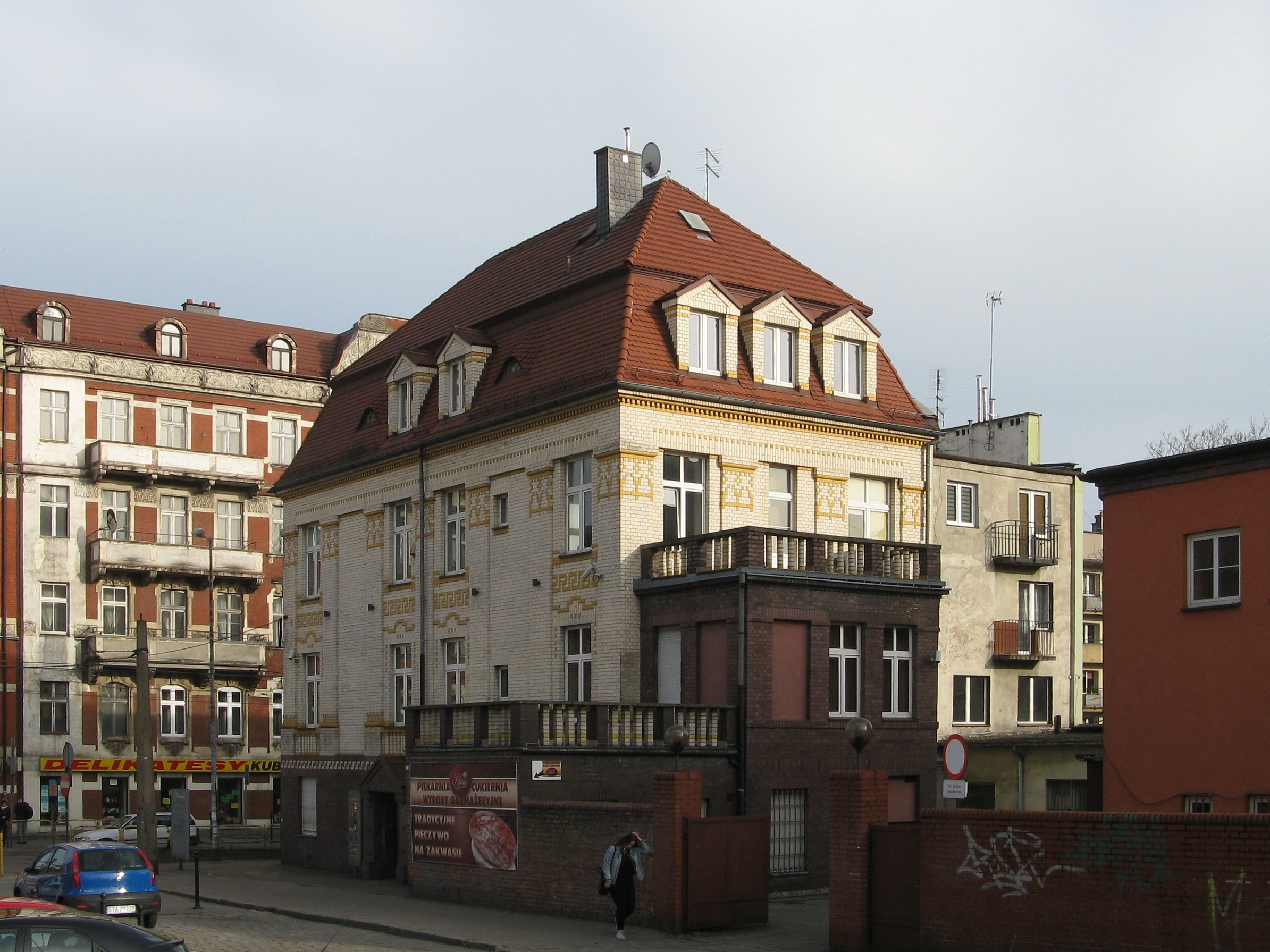
Willa Karla Bruggera – ulica Powstańców Warszawskich 31, Bytom (2018)
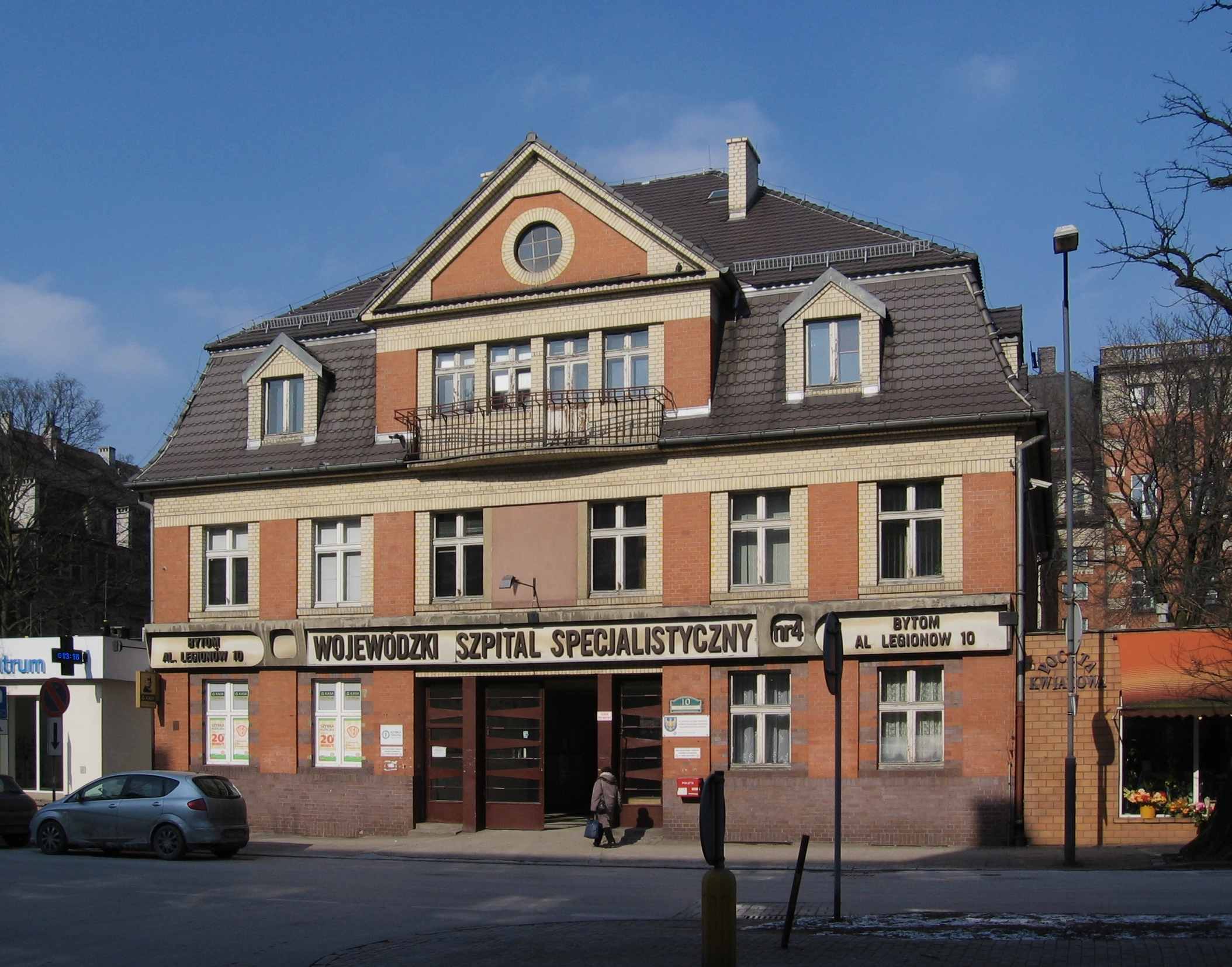
Budynek wejściowy Wojewódzkiego Szpitala Specjalistycznego nr 4 – aleja Legionów 10, Bytom (2018)
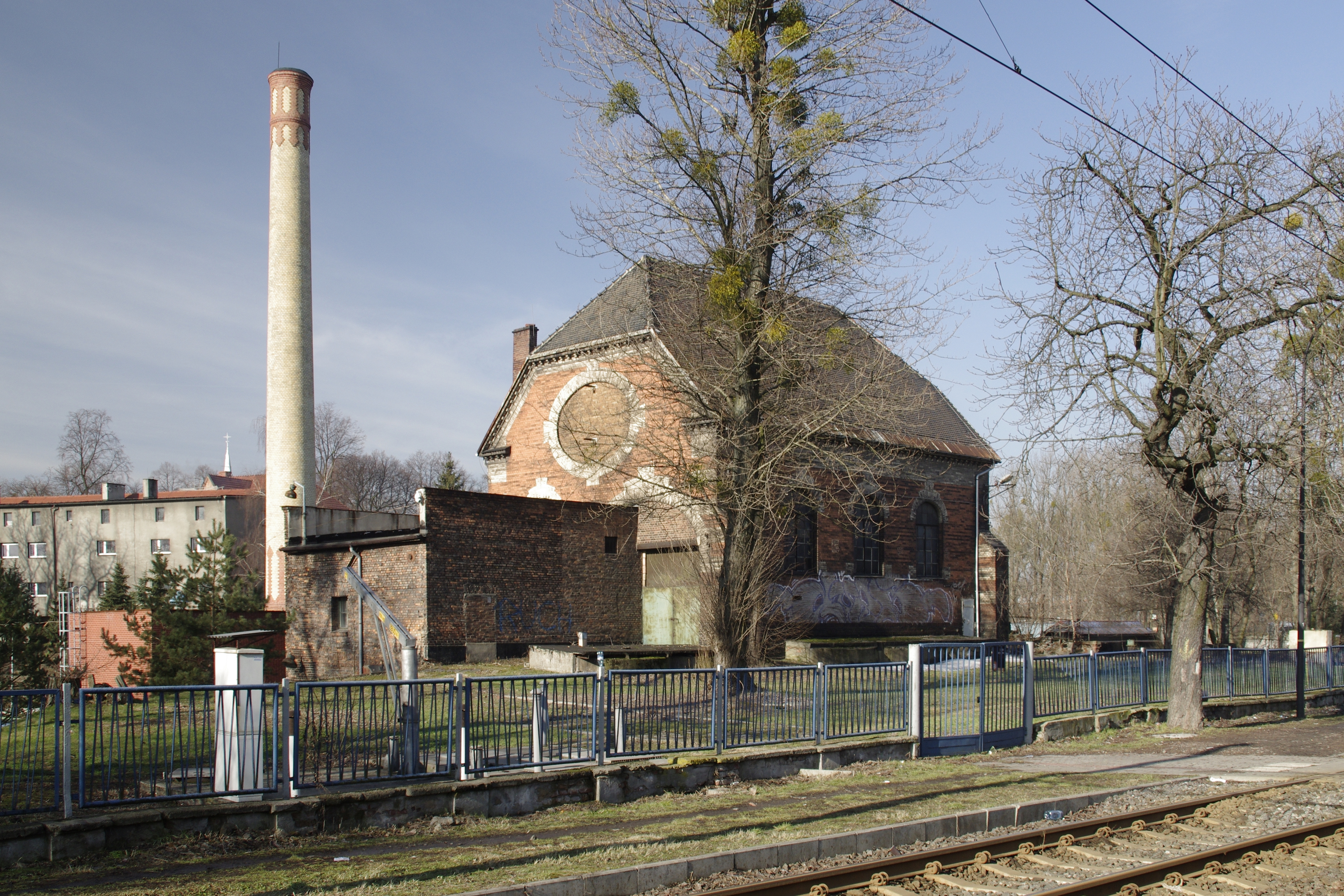
Budynek spalarni śmieci – ulica Łagiewnicka 9, Bytom (2019)